# Обљак (Корчула)
Обљак је мало ненасељено острвце у хрватском делу Јадранског мора.
Обљак се налази јужно од острва Корчуле, источно од острва Звириновик, од којег је удаљено око 1 км. Површина острвца износи 0,031 км². Дужина обалске линије је 0,63 км.. Највиша тачка на острву је висока 43 м.